# EXPTIME
계산 복잡도 이론에서 복잡도 종류 EXPTIME(EXP라고도 한다)은 결정론적 튜링 기계가 {\displaystyle {\color {Blue}O}(2^{p(n)})}시간에 풀 수 있는 모든 판정 문제의 집합이다. 여기서 {\displaystyle p(n)}은 {\displaystyle n}에 대한 다항함수이다.
DTIME에 대한 식으로 정리하면 이렇다:
{\displaystyle {\mbox{EXPTIME}}=\bigcup _{k\in \mathbb {N} }{\mbox{ DTIME }}\left(2^{n^{k}}\right).}
다음과 같은 사실이 알려져 있다.
P ⊆ NP ⊆ PSPACE ⊆ EXPTIME ⊆ NEXPTIME ⊆ EXPSPACE
또한, 시간 위계 정리와 공간 위계 정리에 따르면 아래와 같다.
P {\displaystyle \subsetneq } EXPTIME  이고  NP {\displaystyle \subsetneq } NEXPTIME  이고   PSPACE {\displaystyle \subsetneq } EXPSPACE이다
따라서 앞쪽 세 포함관계 중 적어도 하나는 진부분집합이어야 한다. 뒤쪽 세 포함관계도 마찬가지이다. 그러나 어느 것이 진부분집합 관계인지는 알려져 있지 않다. 전문가들은 모든 포함관계가 진부분집합 관계일 것으로 보고 있다. 만약 P = NP라면 EXPTIME = NEXPTIME이 성립한다는 사실도 알려져 있다. NEXPTIME은 비결정론적 튜링 기계가 지수 시간에 풀 수 있는 문제의 집합이다. 더 정확히 말하면, EXPTIME ≠ NEXPTIME이고 오직 그럴 때만 NP 중에 P가 아닌 희소 언어가 존재한다.
EXPTIME은 교대 튜링 기계가 다항 공간을 써서 풀 수 있는 문제들의 집합인 APSPACE로 다시 쓸 수 있다. 이것은 PSPACE ⊆ EXPTIME임을 보이는 방법이기도 하다. 교대 튜링 기계는 최소한 결정 튜링 기계보다는 강력하기 때문이다.

## EXPTIME-완전
어떤 판정 문제가 EXPTIME에 속하고, EXPTIME의 모든 문제가 그 문제로 다항 시간 다대일 환산될 때 그 문제를 EXPTIME-완전이라 한다. 다시 말해서, 다른 어떤 EXPTIME 문제의 인스턴스도 답을 똑같이 유지하면서 그 판정 문제의 인스턴스로 다항 시간에 환산할 수 있는 알고리즘이 존재한다는 뜻이다. EXPTIME-완전에 속하는 문제는 EXPTIME에서 가장 어려운 문제로 볼 수 있다. NP가 P에 속하는지 아닌지는 아직 모르지만, EXPTIME-완전 문제가 P에 속하지 않는다는 것은 증명되어 있다.
계산가능성 이론에서 기본적인 결정 불가능 문제 중 하나는 결정론적 튜링 기계가 특정한 입력 하나를 받아들일지 말지를 판정하는 것이다. 기본적인 EXPTIME-완전 문제 중 하나는 결정론적 튜링 기계가 어떤 입력을 최대 {\displaystyle k} 단계에 받아들이는지 아닌지를 묻는 문제이다. 이 문제가 EXPTIME인 이유는 단순한 {\displaystyle O(k)}시간 시뮬레이션 방법이 있고, 입력 {\displaystyle k}가 {\displaystyle O(\log k)}비트를 써서 인코딩되기 때문이다. 이 문제가 EXPTIME-완전인 이유는 이 문제를 써서 어떤 기계가 EXPTIME 문제를 지수 단계 안에 받아들일지를 판정할 수 있기 때문이다.
이밖에도 체스, 체커 등 여러 보드 게임 문제가 EXPTIME-완전 문제이다.

## 참고 문헌
1. ↑  크리스토스 파파디미트리우 (1994). 〈20.1: 지수 시간〉. 《Computational Complexity》 (영어). Addison Wesley. 491쪽. ISBN 0-201-53082-1.
2. ↑  Juris Hartmanis, Neil Immerman, Vivian Sewelson. Sparse Sets in NP-P: EXPTIME versus NEXPTIME. Information and Control, volume 65, issue 2/3, pp.158–181. 1985. At ACM Digital Library
3. ↑  파파디미트리우 (1994), 20장 1절, 따름정리 3, 495쪽.
4. ↑  Chris Umans. “CS 21: 강의록 13” (PDF). 2007년 2월 21일에 원본 문서 (PDF)에서 보존된 문서. 2007년 3월 26일에 확인함. 슬라이드 24.